# Ukraina na Letnich Igrzyskach Olimpijskich 2004
Ukrainę na Letnich Igrzyskach Olimpijskich 2004 reprezentowało 239 sportowców, 124 mężczyzn i 115 kobiet.

## Zdobyte medale
| Medal  | Zawodnik | Dyscyplina           | Konkurencja                |
| ------ | --- | -------------------- | -------------------------- |
| Złoto  | Wałerij Honczarow | Gimnastyka           | poręcze                    |
| Złoto  | Jurij Nikitin | Gimnastyka           | trampolina                 |
| Złoto  | Ołena Kostewycz | Strzelectwo          | Pistolet pneumatyczny 10 m |
| Złoto  | Jana Kłoczkowa | Pływanie             | 200 m stylem zmiennym      |
| Złoto  | Jana Kłoczkowa | Pływanie             | 400 m stylem zmiennym      |
| Złoto  | Natalija Skakun | Podnoszenie ciężarów | Waga średnia (-63 kg)      |
| Złoto  | Iryna Merłeni | Zapasy               | Styl wolny (48 kg)         |
| Złoto  | Elbrus Tedejew | Zapasy               | Styl wolny (66 kg)         |
| Srebro | Ołena Krasowśka | Lekkoatletyka        | 100 m przez płotki         |
| Srebro | Roman Hontiuk | Judo                 | do 81 kg                   |
| Srebro | Heorhij Łeonczuk, Rodion Łuka | Żeglarstwo           | 49er                       |
| Srebro | Hanna Kalinina, Switłana Matewuszewa, Rusłana Taran | Żeglarstwo           | Yngling                    |
| Srebro | Ihor Razorionow | Podnoszenie ciężarów | Waga ciężka (-105 kg)      |
| Brąz   | Dmytro Hraczow, Wiktor Ruban, Ołeksandr Serdiuk | Łucznictwo           | Mężczyźni drużynowo        |
| Brąz   | Tetiana Tereszczuk-Antipowa | Lekkoatletyka        | 400 m przez płotki         |
| Brąz   | Wiktorija Stiopina | Lekkoatletyka        | skok wzwyż                 |
| Brąz   | Hanna Bałabanowa, Ołena Czerewatowa, Inna Osypenko, Tetiana Semykina | Kajakarstwo          | K-4 500 m                  |
| Brąz   | Władysław Tretiak | Szermierka           | Szabla indywidualnie       |
| Brąz   | Hanna Bezsonowa | Gimnastyka           | Wielobój indywidualnie     |
| Brąz   | Anastasija Borodina, Natalija Borysenko, Hanna Burmistrowa, Iryna Honczarowa, Natalija Lapina, Hałyna Markuszewśka, Ołena Radczenko, Oksana Rajchel, Ludmyła Szewczenko, Tetiana Szynkarenko, Hanna Siukało, Ołena Cyhycia, Maryna Werheluk, Ołena Jacenko, Łarysa Zaspa | Piłka ręczna         | Turniej kobiet             |
| Brąz   | Serhij Biłouszczenko, Serhij Hryń, Ołeh Łykow, Leonid Szaposznykow | Wioślarstwo          | Czwórka podwójna           |
| Brąz   | Andrij Serdinow | Pływanie             | 100 m stylem motylkowym    |

## Skład kadry

### Boks
Waga kogucia
- Maksym Tretiak – 5. miejsce

Waga lekka
- Wołodymyr Kraweć – 17. miejsce

Waga półśrednia 
- Wiktor Polakow – 5. miejsce

Waga średnia
- Ołeh Maszkin – 5. miejsce

Waga półciężka
- Andrij Fedczuk – 9. miejsce

Waga superciężka
- Ołeksij Mazikin – 5. miejsce

### Gimnastyka

#### Mężczyźni
Wielobój indywidualnie
- Roman Zozula – 10. miejsce
- Rusłan Mezencew – 16. miejsce
- Wadym Kuwakin – 56. miejsce
- Andrij Mychajłyczenko – 63. miejsce
- Jewhen Bohonosiuk – 74. miejsce
- Wałerij Honczarow – 81. miejsce

Wielobój drużynowo
- Jewhen Bohonosiuk, Wałerij Honczarow, Wadym Kuwakin, Rusłan Mezencew, Andrij Mychajłyczenko, Roman Zozula – 7. miejsce

Ćwiczenia na podłodze
- Rusłan Mezencew – odpadł w eliminacjach
- Jewhen Bohonosiuk – odpadł w eliminacjach
- Roman Zozula – odpadł w eliminacjach
- Wadym Kuwakin – odpadł w eliminacjach
- Andrij Mychajłyczenko – odpadł w eliminacjach

Skok
- Andrij Mychajłyczenko – odpadł w eliminacjach
- Wadym Kuwakin – odpadł w eliminacjach
- Rusłan Mezencew – odpadł w eliminacjach
- Roman Zozula – odpadł w eliminacjach
- Jewhen Bohonosiuk – odpadł w eliminacjach

Poręcz
- Wałerij Honczarow – złoty medal
- Roman Zozula – odpadł w eliminacjach
- Andrij Mychajłyczenko – odpadł w eliminacjach
- Rusłan Mezencew – odpadł w eliminacjach
- Wadym Kuwakin – odpadł w eliminacjach

Drążek
- Wałerij Honczarow – 8. miejsce
- Jewhen Bohonosiuk – odpadł w eliminacjach
- Roman Zozula – odpadł w eliminacjach
- Rusłan Mezencew – odpadł w eliminacjach
- Andrij Mychajłyczenko – odpadł w eliminacjach

Kółka
- Roman Zozula – odpadł w eliminacjach
- Rusłan Mezencew – odpadł w eliminacjach
- Wadym Kuwakin – odpadł w eliminacjach
- Jewhen Bohonosiuk – odpadł w eliminacjach

Koń z łęgami 
- Roman Zozula – odpadł w eliminacjach
- Rusłan Mezencew – odpadł w eliminacjach
- Wałerij Honczarow – 8. miejsce
- Wadym Kuwakin – odpadł w eliminacjach
- Andrij Mychajłyczenko – odpadł w eliminacjach

Trampolina
- Jurij Nikitin – złoty medal

#### Kobiety
Wielobój indywidualnie
- Iryna Jaroćka – 6. miejsce
- Alina Kozicz – 11. miejsce
- Alona Kwasza – odpadła w eliminacjach
- Mirabella Achunu – 21. miejsce
- Iryna Krasnianśka – odpadła w eliminacjach
- Olha Szczerbatych – odpadła w eliminacjach

Wielobój drużynowo
- Iryna Jaroćka, Alina Kozicz, Alona Kwasza, Mirabella Achunu, Iryna Krasnianśka, Olha Szczerbatych – 4. miejsce

Ćwiczenia na podłodze
- Alina Kozicz – 8. miejsce
- Mirabella Achunu – odpadła w eliminacjach
- Alona Kwasza – odpadła w eliminacjach
- Iryna Jaroćka – odpadła w eliminacjach
- Olha Szczerbatych – odpadła w eliminacjach

Skok
- Alona Kwasza – 6. miejsce
- Olha Szczerbatych – odpadła w eliminacjach
- Alina Kozicz – odpadła w eliminacjach
- Iryna Jaroćka – odpadła w eliminacjach
- Mirabella Achunu – odpadła w eliminacjach

Poręcz
- Iryna Krasnianśka – odpadła w eliminacjach
- Alina Kozicz – odpadła w eliminacjach
- Iryna Jaroćka – odpadła w eliminacjach
- Alona Kwasza – odpadła w eliminacjach
- Mirabella Achunu – odpadła w eliminacjach

Równoważnia
- Iryna Jaroćka – odpadła w eliminacjach
- Alina Kozicz – odpadła w eliminacjach
- Iryna Krasnianśka – odpadła w eliminacjach
- Alona Kwasza – odpadła w eliminacjach
- Mirabella Achunu – odpadła w eliminacjach

Gimnastyka artystyczna indywidualnie
- Hanna Bezsonowa – brązowy medal
- Natalija Hodunko – 5. miejsce

Gimnastyka artystyczna drużynowo
- Marija Biła, Julija Czernowa, Ołena Dziubczuk, Jełyzaweta Karabasz, Inha Kożochina, Oksana Pasłaś – odpadły w eliminacjach

Trampolina
- Ołena Mowczan – 5. miejsce

### Judo
Mężczyźni
- Musa Nastujew – odpadł w eliminacjach, waga półlekka
- Hennadij Biłodid – odpadł w eliminacjach, waga lekka
- Roman Hontiuk – srebrny medal, waga półśrednia
- Wałentyn Hrekow – odpadł w eliminacjach, waga średnia
- Witalij Bubon – odpadł w eliminacjach, waga półciężka
- Witalij Polanśkyj – odpadł w eliminacjach, waga ciężka

Kobiety
- Anastasija Matrosowa – 5. miejsce, waga półciężka
- Maryna Prokofjewa – 5. miejsce, waga ciężka

### Kajakarstwo

#### Mężczyźni
C-1 500 m
- Jurij Czeban – odpadł w eliminacjach

C-1 1000 m
- Jurij Czeban – odpadł w eliminacjach

C-2 500 m
- Maksym Prokopenko, Rusłan Dżaliłow – odpadli w eliminacjach

C-2 1000 m
- Maksym Prokopenko, Rusłan Dżaliłow – odpadli w eliminacjach

#### Kobiety
K-4 500 m
- Inna Osypenko, Tetiana Semykina, Hanna Bałabanowa, Ołena Czerewatowa – brązowy medal

### Kolarstwo

#### Mężczyźni
Wyścig ze startu wspólnego
- Serhij Honczar – 20. miejsce
- Kyryło Pospejew – 22. miejsce
- Jarosław Popowycz – 65. miejsce
- Wołodymyr Duma – nie ukończył
- Jurij Krywcow – nie ukończył

Jazda na czas
- Jurij Krywcow – 10. miejsce
- Serhij Honczar – 22. miejsce

Wyścig indywidualny na dochodzenie
- Wołodymyr Diudia – 7. miejsce

Wyścig drużynowy na dochodzenie
- Wołodymyr Diudia, Roman Kononenko, Serhij Matwiejew, Witalij Popkow – 6. miejsce

Wyścig punktowy
- Wasyl Jakowlew – 19. miejsce

Madison
- Wasyl Jakowlew, Wołodymyr Rybin – 5. miejsce

Cross country
- Serhij Rysenko – 36. miejsce

#### Kobiety
Wyścig indywidualny ze startu wspólnego 
- Iryna Czużynowa – 23. miejsce
- Natalija Kaczałka – 36. miejsce
- Wałentyna Karpenko – 43. miejsce

Jazda na czas
- Natalija Kaczałka – 24. miejsce

Wyścig punktowy
- Ludmiła Wypyrajło – 18. miejsce

### Lekkoatletyka

#### Mężczyźni
800 m
- Iwan Heszko – odpadł w eliminacjach

1500 m
- Iwan Heszko – 5. miejsce

5000 m
- Serhij Łebidʹ – odpadł w eliminacjach

Maraton
- Dmytro Baranowśkyj – nie ukończył

110 m ppł
- Serhij Demidiuk – odpadł w eliminacjach

3000 m z przeszkodami
- Wadym Słobodeniuk – odpadł w eliminacjach

Sztafeta 4 x 400 m
- Wołodymyr Demczenko, Jewhen Ziukow, Mychajło Knysz, Andrij Twerdostup – odpadli w eliminacjach

Skok wzwyż
- Andrij Sokołowśkyj — 5. miejsce

Skok o tyczce
- Denys Jurczenko — 9. miejsce
- Rusłan Jeremenko — 13. miejsce
- Ołeksandr Korczmid — 16. miejsce

Skok w dal
- Wołodymyr Ziuśkow — odpadł w eliminacjach
- Ołeksij Łukaszewycz — nie wystartował

Trójskok
- Mykoła Sawołajnen — odpadł w eliminacjach
- Wiktor Jastrebow — odpadł w eliminacjach

Pchnięcie kulą
- Roman Wirastiuk – odpadł w eliminacjach
- Jurij Biłonoh – nie ukończył

Rzut młotem
- Ołeksandr Krykun – odpadł w eliminacjach
- Artem Rubanko – odpadł w eliminacjach
- Władysław Piskunow – nie ukończył

#### Kobiety
100 m
- Tetiana Tkalicz – odpadła w eliminacjach
- Żanna Pintusewycz – dyskwalifikacja

200 m
- Maryna Majdanowa – odpadła w eliminacjach

400 m
- Antonina Jefremowa – odpadła w eliminacjach

800 m
- Tetiana Petluk – odpadła w eliminacjach

1500 m
- Natalija Tobias – odpadła w eliminacjach
- Nela Neporadna – odpadła w eliminacjach
- Iryna Liszczynśka – odpadła w eliminacjach

10 000 m
- Natalija Berkut – nie ukończyła

100 m przez płotki
- Ołena Krasowśka – srebrny medal

400 m przez płotki
- Tetiana Tereszczuk-Antipowa – brązowy medal

4 x 100 m
- Iryna Kożemjakina, Maryna Majdanowa, Tetiana Tkalicz, Żanna Pintusewycz – odpadły w eliminacjach

4 x 400 m
- Ołeksandra Ryżkowa, Oksana Illuszkina, Antonina Jefremowa, Natalija Pyhyda – odpadły w eliminacjach

Chód na 20 km
- Wira Zozula – 42. miejsce

Skok wzwyż
- Wiktorija Stiopina – brązowy medal
- Iryna Mychalczenko – 5. miejsce
- Inha Babakowa – 9. miejsce

Skok o tyczce
- Anżeła Bałachonowa – 6. miejsce

Trójskok
- Ołena Howorowa – 10. miejsce
- Tetiana Szczurenko – odpadła w eliminacjach

Pchnięcie kulą
- Oksana Zacharczuk – odpadła w eliminacjach

Rzut dyskiem
- Ołena Antonowa – 4. miejsce
- Natalija Fokina – odpadła w eliminacjach

Rzut młotem
- Iryna Sekaczowa – 8. miejsce

Rzut oszczepem
- Tetiana Lachowycz – 8. miejsce

Siedmiobój
- Natalija Dobrynska – 8. miejsce
- Jułiia Akułenko – 23. miejsce

### Łucznictwo
Zawody indywidualne kobiet:
- Tetiana Bereżna – 18. miejsce
- Kateryna Pałecha – 33. miejsce
- Natalija Burdejna – 55. miejsce

Zawody drużynowe kobiet:
- Tetiana Bereżna, Kateryna Pałecha, Natalija Burdejna – 6. miejsce

Zawody indywidualne mężczyzn:
- Wiktor Ruban – 13. miejsce
- Ołeksandr Serdiuk – 15. miejsce
- Dmytro Hraczow – 24. miejsce

Zawody drużynowe mężczyzn:
- Dmytro Hraczow, Wiktor Ruban, Ołeksandr Serdiuk – brązowy medal

### Pięciobój nowoczesny
Kobiety
- Wiktorija Tereszczuk – 7. miejsce

### Piłka ręczna
Turniej kobiet
- Anastasija Borodina, Natalija Borysenko, Hanna Burmistrowa, Iryna Honczarowa, Natalija Lapina, Hałyna Markuszewśka, Ołena Radczenko, Oksana Rajchel, Ludmyła Szewczenko, Tetiana Szynkarenko, Hanna Siukało, Ołena Cyhycia, Maryna Werheluk, Ołena Jacenko, Łarysa Zaspa – brązowy medal

### Pływanie

#### Mężczyźni
50 m stylem dowolnym
- Ołeksandr Wołyneć – 7. miejsce
- Wjaczesław Szyrszow – 28. miejsce

100 m stylem dowolnym
- Jurij Jehoszyn – 17. miejsce

200 m stylem dowolnym
- Dmytro Wereitynow – 27. miejsce

400 m stylem dowolnym
- Serhij Fesenko – 21. miejsce

1500 m stylem dowolnym
- Ihor Czerwynśkyj – 10. miejsce

4 × 100 m stylem dowolnym
- Pawło Chnykin, Andrij Serdinow, Denys Syzonenko, Jurij Jehoszyn – 10. miejsce

4 × 200 m stylem dowolnym
- Serhij Adwena, Serhij Fesenko, Maksym Kokosza, Dmytro Wereitynow – 12. miejsce

100 m stylem grzbietowym
- Wołodymyr Nikołajczuk – 27. miejsce

200 m stylem grzbietowym
- Wołodymyr Nikołajczuk – 25. miejsce

100 m stylem klasycznym
- Ołeh Lisohor – 8. miejsce

200 m stylem klasycznym
- Wałerij Dymo – 20. miejsce

100 m stylem motylkowym
- Andrij Serdinow – brązowy medal
- Denys Syłantiew – 21. miejsce

200 m stylem motylkowym
- Denys Syłantiew – 10. miejsce
- Andrij Serdinow – 13. miejsce

200 m stylem zmiennym
- Serhij Serhejew – 22. miejsce

400 m stylem zmiennym
- Dmytro Nazarenko – 26. miejsce

4 × 100 m stylem zmiennym
- Pawło Illiczow, Ołeh Lisohor, Jurij Jehoszyn, Wałerij Dymo, Denys Syłantiew – 6. miejsce

#### Kobiety
50 m stylem dowolnym
- Olha Mukomoł – 23. miejsce

100 m stylem dowolnym
- Olha Mukomoł – 31. miejsce

200 m stylem dowolnym
- Ołena Łapunowa – 22. miejsce

400 m stylem dowolnym
- Olha Beresniewa – 38. miejsce

800 m stylem dowolnym
- Olha Beresniewa – 20. miejsce

100 m stylem grzbietowym
- Iryna Amszennikowa – 19. miejsce

200 m stylem grzbietowym
- Iryna Amszennikowa – 15. miejsce

100 m stylem klasycznym
- Switłana Bondarenko – 7. miejsce

200 m stylem klasycznym
- Iryna Majstruk – 29. miejsce

100 m stylem motylkowym
- Kateryna Zubkowa – 30. miejsce

200 m stylem motylkowym
- Natalija Samorodina – 27. miejsce

200 m stylem zmiennym
- Jana Kłoczkowa – złoty medal

400 m stylem zmiennym
- Jana Kłoczkowa – złoty medal

4 × 100 m stylem zmiennym
- Switłana Bondarenko, Jana Kłoczkowa, Olha Mukomoł, Kateryna Zubkowa – 10. miejsce

### Pływanie synchroniczne
Duet
- Iryna Hajworonśka, Daryna Juszko – 11. miejsce

### Podnoszenie ciężarów

#### Mężczyźni
- Anatolij Muszyk – 8. miejsce, waga półciężka
- Ihor Razorionow – srebrny medal, waga ciężka
- Mykoła Hordijczuk – 10. miejsce, waga ciężka
- Hennadij Krasylnykow – 4. miejsce, waga superciężka
- Ołeksij Kołokolcew – 5. miejsce, waga superciężka

#### Kobiety
- Natalija Skakun – złoty medal, waga średnia
- Wanda Masłowśka – 5. miejsce, waga lekkociężka
- Wiktorija Szaimardanowa – 5. miejsce, waga superciężka
- Olha Korobka – 7. miejsce, waga superciężka

### Skoki do wody

#### Mężczyźni
Trampolina 3 m
- Dmytro Łysenko – 11. miejsce
- Jurij Szlachow – 26. miejsce

Wieża 10 m
- Anton Zacharow – 16. miejsce
- Roman Wołodkow – 21. miejsce

Wieża 10 m synchronicznie
- Roman Wołodkow, Anton Zacharow – 4. miejsce

#### Kobiety
Trampolina 3 m
- Ołena Fedorowa – 13. miejsce
- Hanna Sorokina – 16. miejsce

Wieża 10 m
- Ołena Żupina – 9. miejsce
- Olha Łeonowa – 23. miejsce

### Strzelectwo

#### Mężczyźni
Pistolet pneumatyczny 10 m
- Wiktor Makarow – 17. miejsce

Pistolet szybkostrzelny 25 m
- Ołeh Tkaczow – 4. miejsce

Pistolet dowolny 50 m
- Wiktor Makarow – 10. miejsce

Karabin pneumatyczny 10 m
- Artur Ajwazian – 22. miejsce
- Jurij Suchorukow – 24. miejsce

Karabin małokalibrowy 3 postawy 50 m 
- Artur Ajwazian – 7. miejsce
- Jurij Suchorukow – 26. miejsce

Karabin małokalibrowy leżąc 50 m
- Artur Ajwazian – 9. miejsce
- Jurij Suchorukow – 32. miejsce

Ruchoma tarcza 10 m
- Władysław Prianysznikow – 7. miejsce

Skeet
- Mykoła Milczew – 7. miejsce

#### Kobiety
Pistolet pneumatyczny 10 m
- Ołena Kostewycz – złoty medal
- Julija Korostylowa – 10. miejsce

Pistolet szybkostrzelny 25 m
- Julija Korostylowa – 26. miejsce
- Ołena Kostewycz – 27. miejsce

Karabin pneumatyczny 10 m
- Natalija Kalnysz – 14. miejsce
- Łesia Łeśkiw – 14. miejsce

Karabin małokalibrowy 3 postawy 50 m
- Natalija Kalnysz – 8. miejsce
- Łesia Łeśkiw – 13. miejsce

Trap
- Wiktorija Czujko – 15. miejsce

### Szermierka

#### Mężczyźni
Floret
- Dmytro Kariuczenko – 16. miejsce
- Maksym Chworost – 24. miejsce
- Bohdan Nikiszyn – 34. miejsce

Floret drużynowo
- Dmytro Kariuczenko, Maksym Chworost, Bohdan Nikiszyn – 5. miejsce

Szabla
- Władysław Tretiak – brązowy medal
- Wołodymyr Łukaszenko – 5. miejsce
- Wołodymyr Kalużnyj – 16. miejsce

Szabla drużynowo
- Władysław Tretiak, Wołodymyr Łukaszenko, Wołodymyr Kalużnyj – 6. miejsce

#### Kobiety
Floret
- Nadija Kazimirczuk – 23. miejsce

Szabla
- Dariia Nedaszkowśka – 21. miejsce

### Taekwondo

#### Mężczyźni
- Ołeksandr Szaposznyk – 7. miejsce, waga musza

### Tenis ziemny
Singiel kobiet
- Tetiana Perebyjnis – 17. miejsce

Debel kobiet
- Julija Bejhelzimer, Tetiana Perebyjnis – 17. miejsce

### Triathlon
Mężczyźni
- Wołodymyr Polikarpenko – 30. miejsce
- Andrij Hłuszczenko – nie ukończył

### Wioślarstwo

#### Mężczyźni
Czwórka podwójna
- Serhij Biłouszczenko, Serhij Hryń, Ołeh Łykow, Leonid Szaposznykow – 6. miejsce

#### Kobiety
Dwójka bez sternika 
- Natalija Huba, Switłana Mazij – 6. miejsce

Czwórka podwójna
- Ołena Ronżyna, Tetiana Kołesnikowa, Ołena Ołefirenko, Switłana Mazij – dyskwalifikacja

### Zapasy

#### Mężczyźni
- Ołeksandr Zacharuk – 7. miejsce, 55 kg st.wolny
- Wasyl Fedoryszyn – 4. miejsce, 60 kg st.wolny
- Elbrus Tedejew – złoty medal, 66 kg st.wolny
- Taras Dańko – 7. miejsce, 84 kg st.wolny
- Wadym Tasojew – 14. miejsce, 96 kg st.wolny
- Serhij Priadun – 20. miejsce, 120 kg st.wolny

- Ołeksij Wakułenko – 4. miejsce, 55 kg st.klasyczny
- Ołeksandr Chwoszcz – 17. miejsce, 60 kg st.klasyczny
- Armen Wardanian – 5. miejsce, 66 kg st.klasyczny
- Wołodymyr Szaćkych – 13. miejsce, 74 kg st.klasyczny
- Ołeksandr Darahan – 6. miejsce, 84 kg st.klasyczny
- Dawyd Sałdadze – 16. miejsce, 96 kg st.klasyczny

#### Kobiety
- Iryna Merłeni – złoty medal, 48 kg st.wolny
- Tetiana Łazarewa – 8. miejsce, 55 kg st.wolny
- Ludmyła Hołowczenko – 12. miejsce, 63 kg st.wolny
- Switłana Sajenko – 4. miejsce, 72 kg st.wolny

### Żeglarstwo

#### Mężczyźni
Mistral
- Maksym Oberemko – 17. miejsce

Klasa 470
- Jewhen Brasławeć, Ihor Matwijenko – 9. miejsce

#### Kobiety
Mistral
- Olha Masliweć – 10. miejsce

Klasa 470
- Rusłana Taran, Hanna Kalinina, Switłana Matewuszewa – srebrny medal

#### Open
Laser
- Jurij Orłow – 36. miejsce

49er
- Rodion Łuka, Heorhij Łeonczuk – srebrny medal